# 黃素歡
黃素歡（英語：Pricella Wong So Foon，1966年11月24日—），香港影視女演員。

## 簡歷
黃素歡有一兄一妹，早年在九龍深水埗成長，就讀德貞幼稚園、福榮街官立小學以及路德會西門英才中學。先夫為國泰航空高級機艙事務長徐文生（Vincent Chee）（1969-2015），育有一子，1988年參選亞洲小姐競選獲得「和平小姐」。加入亞洲電視成為藝員，以演出電視劇為主，在2013年，被亞洲電視節目《亞姐百人》接受訪問，她透露修讀青少年情緒心理學及情緒控制，除此之外，還是和當時藝人尹麗玉、陳靖允等為好友亞視轉型後，間中演出舞台劇,電影, 網劇, 港台劇及廣告等。

## 參演電視
- TVB：《愛情組曲》（1975年）[5]
- 《霹靂神將》（1989年）
- 《無字天書》（1989年）
- 《賭神秘笈2》（1993年）
- 《新包青天》
- 《再見艷陽天》（1996年）
- 《法内情2002》（2002年）
- 《走出英语迷宫》（2010年）
- （網上： 強制驗樓計劃-摩登業主）
- ( 港台劇：傘開以後#1：困）（2015）
- （獅子山下2016: 第五集：媽媽好）
- （港台警訊劇：危鈴演,崔鳳儀）(2016)
- ( 港台劇：同行者 之 無毒有你) (2016)
- ( 港台劇 : 快樂由心開始 - 主角 媽媽) (2016)
- （網劇廣台：尋覓花秀根之旅-完整版）（2016）
- （港台劇：我家在香港3：港韓的後裔）（2017）
- （網劇： 心冤）（2017）
- （網劇： 反黑： 大老B太太）（2017）
- （網劇：上市公司商業道德培訓教材：故事三：殼伏）（2017）
- （港台劇：忘憂理髮店）（2017）
- 奇妙電視︰《中伏》（2017）
- （港台劇：沒有牆的世界6：紅梅白雪知-小梅母親）（2018）
- （網劇:三個綁匪七條心）(2017)
- (英國劇：陌生人:曾光太太) （2018）
- （港台劇:義想空間:明叔妻子) (2018)
- (港台劇:不要給我負評!:蘇母) (2019)
- ViuTV︰《歎息橋》（訓導主任)(2019)
- ViuTV︰《地產仔》（余韻的母親）（2020）
- 香港電台︰環顧日常︰疫流清道夫（2021）
- ViuTV︰《IT狗》（第一集:Susanna）（2022）
- ViuTV︰《I SWIM》 (余浪沖的母親) (2022)
- ViuTV︰《和解在後》 (「遠海貿易公司」股東) (2023)

## 參演舞台劇
- 《大帥府》（「八月十五劇團」）
- 《女流》2006年
- 《靚太旅行團》（「湛青劇社」）2007年

## 參演電影
- 1974年：《大蛟龍》
- 1980年：《醒目仔》
- 1991年：《猛鬼狐狸精》
- 1992年：《我來自北京》
- 1995年：《九品芝麻官》
- 2003年：《雙雄》
- 2004年：《婚前殺行為》
- 2007年：《跟踪》
- 2007年：《出埃及記》
- 2008年：《惡男事件及奪師》
- 2009年：《Laughing Gor之變節》
- 2009年：《金錢帝國》
- 2010年：《鎗王之王》
- 2011年：《最強喜事》
- 2013年：《浮城》（十姨）
- 2014年：《聖誕玫瑰》（何姑娘）
- 2015年：香港電台電視部雨傘運動一周年特輯 《傘開以後》 短劇，飾演擔心兒子參加本土派示威會被捕的母親
- 2015年：《港囧》（客串一樓一鳳）
- 2015年：《浮華宴》（裘家傭人）
- 2015年：《12金鴨》
- 2015年：《上身》
- 2016年: 《鴨王2》（大嫂）
- 2017年：《春嬌救志明》
- 2017年：網絡電影《江湖三傻》」（闊太）
- 2017年：《三個綁匪七條心》
- 2018年: 《滿月星》（陳姑娘）
- 2018年: 《非同凡響》（廖子妤母親）
- 2018年：《淪落人》（黃秋生前妻）
- 2019年: 《小Q》（寄養家庭成員）
- 2019年: 《花椒之味》（醫院職員）
- 2020年：《二次人生》（李太）
- 2020年：《濁水漂流》（業主）
- 2020年：《幻愛》（精神病康復者Susan）
- 2023年：《無間一戰》（秦亮太太）
- 2024年：《武替道》（龍媽）

## 外部連結
- 黃素歡的Facebook專頁
- 黃素歡的Instagram帳戶
- 歷屆亞姐重溫
- 八月十五劇團：大帥府
- 傘開以後(半小時版)  （页面存档备份，存于）
- 傘開以後 之 困 (5分鐘短片)節目介紹 （页面存档备份，存于）
- 我家在香港港韓的後裔 （页面存档备份，存于）